# Tibouchina chamissoana
Tibouchina chamissoana är en tvåhjärtbladig växtart som beskrevs av Célestin Alfred Cogniaux. Tibouchina chamissoana ingår i släktet Tibouchina och familjen Melastomataceae. Inga underarter finns listade i Catalogue of Life.